# John DiBartolomeo

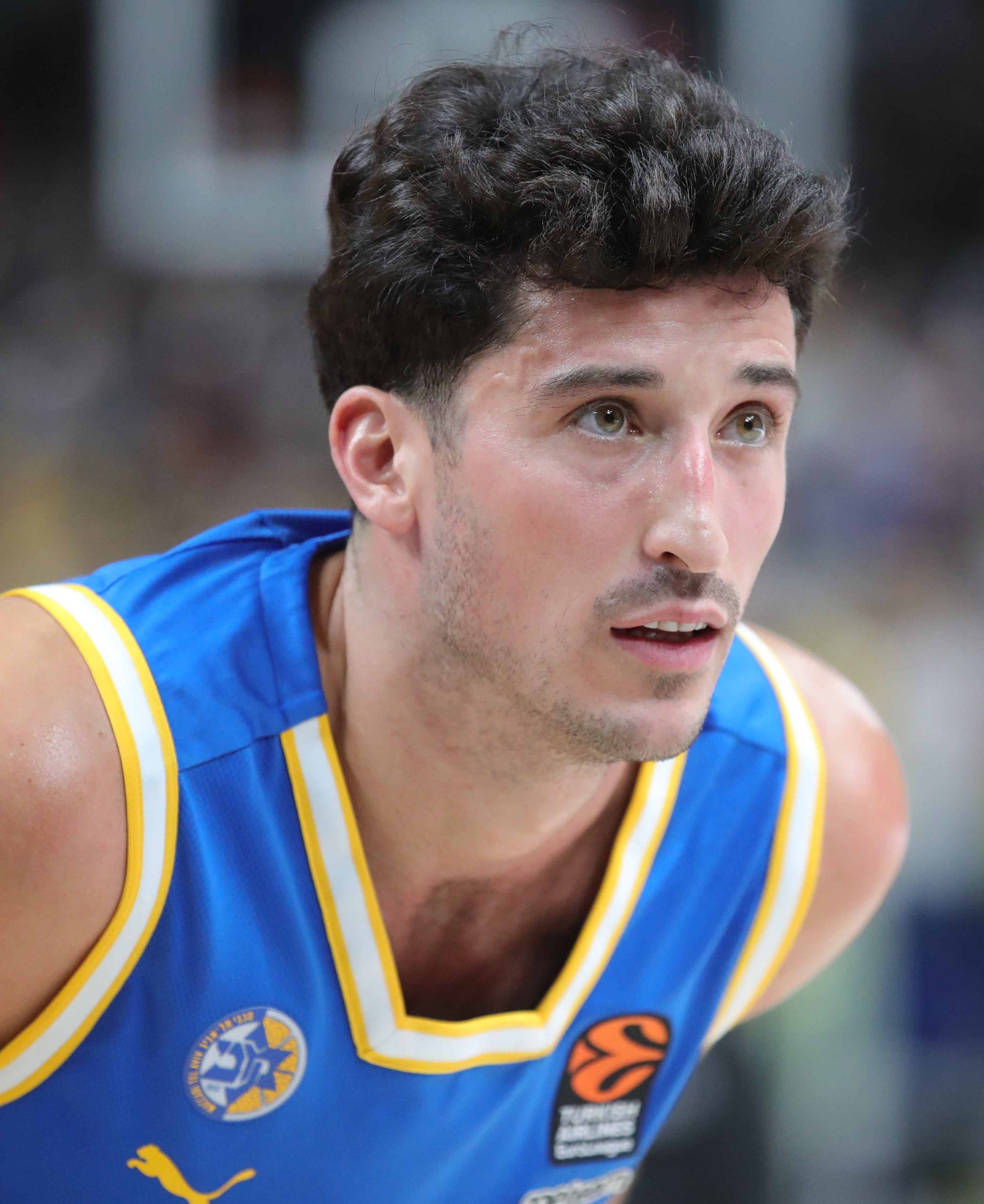
John DiBartolomeo (2022)

John DiBartolomeo (* 20. Juni 1991 in New York) ist ein US-amerikanisch-israelischer Basketballspieler.

## Laufbahn
Als Jugendlicher spielte DiBartolomeo in Westport (US-Bundesstaat Connecticut) für die Basketballmannschaft der Staples High School. Er betrieb als Jugendlicher ebenfalls Fußball, ehe er sich ganz dem Basketball widmete. Von 2009 bis 2013 war er Student an der University of Rochester im Bundesstaat New York. Der 1,83 Meter große Aufbauspieler wurde im Anschluss an die Saison 2012/13 von den Fachmedien D3hoops.com und DIII News als Spieler des Jahres der dritten NCAA-Division ausgezeichnet. Als DiBartolomeo die University of Rochester 2013 verließ, lag er in der ewigen Bestenliste der Hochschulmannschaft bei den erzielten Punkten (1779) auf dem dritten Rang sowie jeweils auf dem zweiten bei Korbvorlagen und Ballgewinnen.
DiBartolomeo wechselte ins Profigeschäft, im August 2013 unterschrieb er einen Dreijahresvertrag beim spanischen Erstligisten CAI Zaragoza, der den US-Amerikaner aber umgehend an den Drittligisten CB Imprenta Bahía verlieh (die Mannschaft von der Insel Mallorca war damals auch unter der Sponsorenbezeichnung Palma Air Europa bekannt). Er erzielte 2013/14 im Schnitt 15,1 Punkte pro Begegnung und stieg mit der Mannschaft in die zweithöchste Spielklasse Spaniens auf. In der LEB Oro kam er für die Mallorquiner 2014/15 auf 11,4 Punkte je Begegnung.
Nach zwei Jahren in Spanien wechselte DiBartolomeo in der Sommerpause 2015 zu Maccabi Haifa nach Israel. Die Tatsache, dass seine Mutter Jüdin ist, ermöglichte es ihm, die israelische Staatsbürgerschaft anzunehmen. Diese Möglichkeit nahm DiBartolomeo wahr. In der Saison 2015/16 erzielte er für Haifa in 33 Hauptrundeneinsätzen in der ersten Liga 9,0 Punkte im Schnitt, 2016/17 erhöhte er diesen Wert auf 11,0 pro Partie. Im Anschluss an die Saison 2016/17, in der er mit Maccabi Haifa israelischer Vizemeister geworden war, wurde DiBartolomeo als Spieler des Jahres der höchsten Spielklasse Israels ausgezeichnet. Im Juni 2017 gab der amtierende Titelträger Maccabi Tel Aviv die Verpflichtung DiBartolomeos bekannt, der bei der Mannschaft einen Dreijahresvertrag unterzeichnete. 2018, 2019, 2020, 2021, 2023 und 2024 wurde er mit Maccabi Tel Aviv israelischer Meister und nahm mit der Mannschaft jeweils auch am Spielbetrieb der EuroLeague teil. Er wurde Mannschaftskapitän Maccabis. DiBartolomeo wurde ebenfalls israelischer Nationalspieler.